# تپه خالیادیزکا
تپه خالیادیزکا مربوط به سدهٔ ۸–۷ ه.ق است و در شهرستان ارومیه، بخش صومای برادوست، دهستان برادوست، روستای هله گوش واقع شده و این اثر در تاریخ ۲۵ آبان ۱۳۸۷ با شمارهٔ ثبت ۲۳۵۹۵ به‌عنوان یکی از آثار ملی ایران به ثبت رسیده است.